# 이승휘
이승휘(1993년 6월 25일 ~ )은 대한민국의 아나운서이다.

## 학력
- 중앙대학교 국어국문학과 학사

## 경력
- 2017년 : 경상북도 의회 의정TV 아나운서
- 2017년 : 2017년 매일신문 SNS 기자단
- 2017년 : CMB 대구방송 리포터
- 2017년 : LG헬로비전 영남방송 아나운서
- 2017년 : MBN 인턴 기자
- 2018년 : KBS청주방송총국 아나운서
- 2019년 : TBN 경북교통방송 아나운서
- 2020년 ~ 2022년 : TJB대전방송 아나운서
- 2022년 : TBC 아나운서
- 2022년 ~ 2025년 : YTN 아나운서

## 수상
- 2012 대구 미스코리아 선발대회 참가
- 2017 EBS 입트중 아나운서 챌린저 우수상

## 현재 진행 프로그램
- 2022년 : TBC TBC 8 뉴스

## 과거 진행 프로그램

### TV
- 2020년 : TJB TJB 8 뉴스
- 2021년 : TJB TJB 8 뉴스(주말)
- 2021년 : TJB TJB 생방송 투데이 뉴스센터

### 라디오
- 2020년 : TJB 뮤직에세이 (월-일 오전 05:00~06:00)